# 김영범
김영범(~ 2020년 8월)은 농협 야구단에서 뛰었던 전 야구 선수다. 대광고등학교를 졸업했으며, 현재 kt 위즈의 내야수인 김상수와 가수 우디의 아버지이기도 하다. 1989년 태평양에 지명되었으나 농협 야구단에 남았다. 2020년 8월, 만 57세의 나이에 간암으로 작고했다.